# Autostrada A43 (Franța)

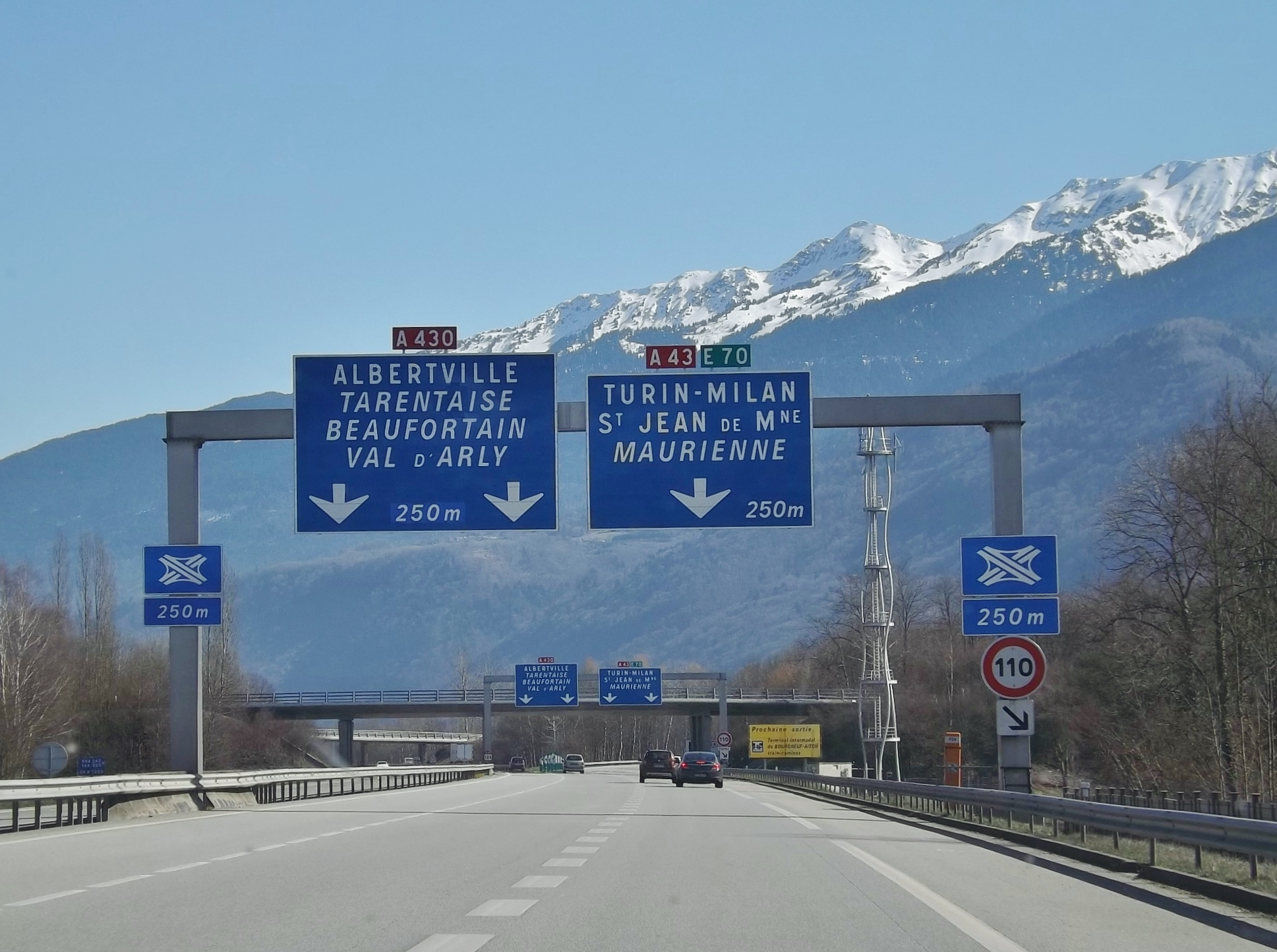
Intersecția A43-A430 spre Tarentaise

În Franța, autostrada A43 leagă localitatea Bron, din aglomerația urbană a Lyonului, de Modane, pentru a ajunge la tunelul Frejus, care face legătura cu Italia. Este împărțită în două secțiuni conectate de drumul național 201 la nivelul orașului Chambéry. Porțiunea sa intra-alpină, între Aiton și tunelul Frejus, este denumită autostrada Maurienne.
Dată în exploatare între 1972 și 2001, autostrada A43 este administrată de AREA și SFTRF pentru porțiunea denumită autostrada Maurienne.
De la Lyon, partea sa vestică permite accesul la valea alpină și la Lacul Geneva, în timp ce partea estică este utilizată pentru tranzitul transalpin (Drumul european E70) și pentru accesul la stațiunile de sporturi de iarnă din Savoie, în special cele din Maurienne.

## Caracteristici
- 2 × 2 benzi:

Între bulevardul Pinel și bulevardul periferic al Lyonului.
- 2 × 3 benzi:

Între bulevardul periferic al Lyonului și A46.
În intersecția cu A432.
Între bariera de taxare Saint-Quentin-Fallavier și A48 (34 km).
Între ieșirea Saint-Baldoph și zonele de servicii Le Granier/L'Abis.
Între bariera de taxare Chignin și A41 Sud.
- 2 × 4 benzi:

Între A46 și A432 (7 km).
Între A432 și bariera de taxare Saint-Quentin-Fallavier (7 km).
Lungime totală: 208 kilometri.

## Istoric
- Anii 1940: În cadrul planului Chalumeau[1], s-a prevăzut realizarea unor căi de acces către orașul Lyon, care urmau să intersecteze bulevardul periferic al Lyonului. Asemănătoare bulevardului de centură, aceste căi de acces trebuiau să aibă un caracter de bulevard urban. Una dintre aceste căi de acces a fost construită pornind de la Place du Bachut, traversând actualul bulevard Jean Mermoz, înainte de a intersecta bulevardul periferic și de a se conecta la RN6 în apropierea aeroportului Bron. Bulevardul Jean Mermoz, mărginit de copaci, are una sau două căi carosabile, în funcție de secțiune.
- 1973: deschiderea tronsonului Lyon - Bourgoin-Jallieu. La ieșirea din Lyon, autostrada reutilizează traseul arterei principale. Primul kilometru, între strada Moselle și periferie (pasaj rutier deasupra bulevardului Pinel), este realizat de stat, în timp ce restul este concesionat. Autostrada are direct 2 × 3 benzi până la bariera de taxare de la Saint-Quentin-Fallavier.
- 1974: deschiderea tronsonului Bourgoin-Jallieu - Chambéry.
- 1982-1988: extinderea nodului rutier Porte des Alpes (ieșirea 3). Inițial, singura conexiune posibilă era Chambéry ↔ D112-sud. Ulterior, toate conexiunile devin posibile, cu excepția Chambéry → D112-nord.
- 1988: deschiderea semijoncțiunii Belmont-Tramonet (ieșirea 11) pentru acces către/dinspre Chambéry.
- 1989: deschiderea tronsonului dintre intersecția cu A41S (Francin) și Montmélian. Tronsonul A41 dintre Chambéry/RN 201 și Francin este renumerotat A43.
- 1989: deschiderea nodului rutier Villefontaine (ieșirea 6).
- 1990: lărgirea la 2 × 3 benzi între Saint-Quentin-Fallavier și bifurcația cu A48 (Coiranne).
- 1991: punerea în funcțiune a celui de-al doilea tunel (sudic) din Épine.
- 1991: deschiderea tronsonului Montmélian - Aiton. Simultan, este dat în folosință A430 și nodul lor comun (Pont-Royal la Chamousset).
- 1992: mutarea barierei de taxare Chambéry-Sud la Chignin. Simultan, deschiderea semijoncțiunii Saint-Baldoph, făcând autostrada gratuită până la această ieșire și permițând evitarea traversării localității La Ravoire (CD 5).
- 1997: lărgirea la 2 × 3 benzi între bariera de taxare Chignin și intersecția cu A41S (Francin).
- 1997: deschiderea tronsonului Aiton - Sainte-Marie-de-Cuines.
- 1998: deschiderea tronsonului Sainte-Marie-de-Cuines - Saint-Michel-de-Maurienne.
- 1998: lărgirea la 2 × 3 benzi între finalul N201 și ieșirea Saint-Baldoph.
- 1998-2004: lărgirea la 2 × 4 benzi între Saint-Priest (A46) și Saint-Quentin-Fallavier.
- 2000: deschiderea tronsonului Saint-Michel-de-Maurienne - Freney, cu integrarea RN 566 ce duce la tunelul Frejus. Partea din tunel păstrează statutul de drum național, sub denumirea RN 543.
- 2002: completarea nodului rutier 11 (Belmont-Tramonet) prin reconstruirea pentru acces din/dinspre Lyon.
- 2004: completarea nodului rutier 20 (Saint-Baldoph) prin construirea rampelor către Torino. Lărgirea la 2 × 3 benzi până la zonele de odihnă învecinate (Granier/Abis).
- 2009: primul kilometru al autostrăzii (neconcesionat), de la Bron, este declasat prin decret din 11 iunie 2009 și reclasificat ca RN 2043[2]. Autopasajul de pe această secțiune este ulterior demolat și înlocuit cu un bulevard urban[3][4].
- 2014: deschiderea nodului rutier 9.1, orientat spre Lyon, la est de La Tour-du-Pin (comuna Saint-Didier-de-la-Tour), în paralel cu lărgirea autostrăzii. Proiectul a costat 8,3 milioane de euro fără TVA, finanțat de Consiliul General Isère și de comunitatea de comune Les Vallons de la Tour. A necesitat, de asemenea, construirea unui nou pod pe drumul departamental 1006. Adăugarea unei a patra benzi între La Tour-du-Pin-ouest și Aire des Marouettes.
- 2014: adăugarea unei a treia benzi pe urcarea de la Chambéry-nord către tunelul Épine.

## Traseu
| De la Lyon până la ieșirea 3; secțiune gratuită, neconcesionată, administrată de DIR Centre-Est.                                    | |                             |
| RN2043 RD41 | Lyon-Avenue Jean Mermoz |                             |
| A43 E711 | |                             |
| Intersecție | Nod rutier între RN2043, RD343 și A43: A46 (Paris); A42 (Geneva); Bron-centru, Porte du Vinatier (Lyon); A7 Marsilia; A47 Saint-Étienne, Porte de Parilly (Lyon).         | RN2043 RD343 A46 A42 A7 A47 |
| 1 - Bron-Parilly | Orașe deservite: Bron-Parilly (nod rutier parțial). |                             |
| 2 - Bron-Parilly | Orașe deservite: Bron-Rebufer, Parcul Parilly (nod rutier parțial). |                             |
| 3/3a/3b - Porte des Alpes | Orașe deservite: Chassieu, Décines-Charpieu, Bron-Albert Camus, Eurexpo-Visiteurs, Centrul Rutier, Porte des Alpes (Lyon), Universitatea Lumière Lyon 2, Parcul Parilly.  |                             |
| De la ieșirea 3 până la A46; secțiune gratuită concesionată către AREA.                                                             | |                             |
| 4/4a - Parc Technologique | Orașe deservite: Aeroportul Lyon-Bron, Eurexpo-Exposanți, Parc Relais Métro Lyon, Parc Tehnologic.                                                                        |                             |
| 4b - Bron-Aviation | Orașe deservite: Chambéry, Grenoble, Aeroportul Lyon-Bron, (nod rutier parțial).                                                                                          |                             |
| Intersecție | Nod rutier între A46, RN346 și A43: Marsilia, Saint-Étienne, Z.I. Lyon Sud-Est; Paris, Z.I. Mi-Plaine, Eurexpo.                                                           | A46 RN346 E70               |
| De la A46 până la ieșirea 5; secțiune cu taxă în sistem deschis, concesionată către AREA.                                           | |                             |
| A43 E70 E711 | |                             |
| | Zone de servicii: Saint-Priest (sens Lyon-Italia); Manissieux (sens Italia-Lyon).                                                                                         |                             |
| | Trecerea din Métropole de Lyon în departamentul Rhône. |                             |
| Intersecție | Nod rutier între A432 și A43: Strasbourg, Geneva, Bourg-en-Bresse, Aeroportul Lyon–Saint Exupéry.                                                                         | A432                        |
| | Trecerea din departamentul Rhône în departamentul Isère. |                             |
| 5 - Chesnes | Orașe deservite: Orașe deservite: L'Isle-d'Abeau-Chesnes, Heyrieux, Saint-Quentin-Fallavier, Parcul de activități Chesnes (nod rutier parțial).                           |                             |
| De la ieșirea 5 până la A41; secțiune cu taxă în sistem închis, concesionată către AREA.                                            | |                             |
| | Punctul de taxare St-Quentin-Fallavier. |                             |
| 5 - Saint-Quentin-Fallavier | Orașe deservite: Heyrieux, Pont-de-Chéruy, L'Isle-d'Abeau-Chesnes, Saint-Quentin-Fallavier, Parcul de activități Chesnes (nod rutier parțial).                            |                             |
| 6 - Villefontaine | Orașe deservite: Villefontaine, La Verpillière, Vaulx-Milieu, L'Isle-d'Abeau-Parc Tehnologic.                                                                             | RD1006                      |
| | Zonă de servicii: L'Isle-d'Abeau (în ambele sensuri). |                             |
| 7 - L'Isle-d'Abeau | Orașe deservite: L'Isle-d'Abeau-centru, Morestel, Crémieu, Bourgoin-Jallieu-vest, L'Isle-d'Abeau-Les Sayes.                                                               | RD1006                      |
| 8 - Bourgoin | Orașe deservite: Bourgoin-Jallieu, Nivolas-Vermelle, Ruy-Montceau. | RD1006 RD1085               |
| | Zone de odihnă: Le Vernay (sens Lyon-Chambéry); Coiranne (sens Chambéry-Lyon).                                                                                            |                             |
| Intersecție | Nod rutier între A48 și A43: Marsilia, Valence, Grenoble, Voiron. | A432                        |
| A43 E70 | |                             |
| 9 - La Tour-du-Pin | Oraș deservit: La Tour-du-Pin. |                             |
| 9.1 - La Tour-du-Pin-est | Oraș deservit: Les Abrets (nod rutier parțial). |                             |
| | Zone de odihnă: Les Marouettes (sens Lyon-Italia); Les Sitelles (sens Italia-Lyon).                                                                                       |                             |
| 10 - Les Abrets | Oraș deservit: Le Pont-de-Beauvoisin, Les Avenières, Les Abrets. |                             |
| | Zone de servicii: Romagnieu (sens Lyon-Italia) ; Le Guiers (sens Italia-Lyon).                                                                                            |                             |
| | Trecerea din departamentul Isère în departamentul Savoie. |                             |
| 11 - Saint-Genix-sur-Guiers | Oraș deservit: Bourg-en-Bresse, Belley, Saint-Genix-sur-Guiers, Le Pont-de-Beauvoisin.                                                                                    |                             |
| | Limitare la 110 km/h (sens Italia > Lyon). |                             |
| | Tunelul Dullin. |                             |
| | Zone de odihnă: Le Lavaret (sens Lyon-Italia); L'Omble (sens Italia-Lyon).                                                                                                |                             |
| 12 - Aiguebelette | Zonă deservită: Lacul Aiguebelette. |                             |
| | Limitare la 110 km/h (sens Lyon > Italia). |                             |
| | Tunelul Épine. |                             |
| Intersecție | Nod rutier între A41, RN201 și A43: Geneva, Annecy, Aix-les-Bains; Torino, Milano (prin Tunelul rutier Frejus), Albertville, Grenoble, Chambéry, Aeroportul Chambéry.     | A41 RN201                   |
| | Punctul de taxare Chambéry-Nord. |                             |
| A43 E712 | |                             |
| De la A43 vest până la ieșirea 19; secțiune gratuită neconcesionată cu statut de drum expres (RN201), gestionată de DIR Centre-Est. | |                             |
| RN201 E70 E712 | |                             |
| 13 - Le Bourget-du-Lac | Orașe deservite: Aix-les-Bains, Le Bourget-du-Lac, Savoie Technolac, Aeroportul Annecy – Haute-Savoie – Mont Blanc.                                                       | RD1201                      |
| 14 - La Motte-Servolex | Orașe deservite: La Motte-Servolex, Z.I. des Landiers, Vama C.R.D., Centru comercial.                                                                                     |                             |
| 15 - Chambéry-le-Haut | Orașe deservite: Lyon, Valence, Chambéry-centru, Cognin, Hauts-de-Chambéry, Masivul Chartreuse.                                                                           | RD10                        |
| 16 - La Cassine | Cartier deservit : Chambéry-La Cassine. | RD10                        |
| | Limitare la 90 km/h (sens Geneva > Grenoble). |                             |
| | Tunelul des Monts (880 m). |                             |
| 17 - Bassens | Oraș deservit: Bassens. |                             |
| | Limitare la 110 km/h (sens Grenoble > Geneva). |                             |
| 18 - Barberaz | Orașe deservite: Albertville, Grenoble, Chambéry-centru, Montmélian, Barberaz, Challes-les-Eaux, Masivul Bauges.                                                          |                             |
| 19 - La Ravoire | Orașe deservite: Barberaz, La Ravoire. |                             |
| RN201 E70 E712 | |                             |
| De la ieșirea 19 până la ieșirea 20 : tronson comun cu A43; secțiune gratuită concesionată companiei AREA.                          | |                             |
| A41 A43 E70 E712 | |                             |
| 20 - Saint-Badolph | Orașe deservite: Saint-Baldoph, Challes-les-Eaux. |                             |
| De la ieșirea 20 până la A43 est : tronson comun cu A43; secțiune cu taxă în sistem închis, concesionată companiei AREA.            | |                             |
| | Zone de servicii: Le Granier (sens Geneva-Grenoble); L'Abis (sens Grenoble-Geneva)                                                                                        |                             |
| | Punctul de taxare Chignin. |                             |
| 21 - Chignin-Les Marches | Orașe deservite: Les Marches, Challes-les-Eaux. | RD1090                      |
| Intersecție | Nod rutier între A41 și A43: Grenoble. | A41 E712                    |
| De la A41 sud până la ieșirea 24; secțiune cu taxă în sistem închis, concesionată către AREA.                                       | |                             |
| A43 E70 | |                             |
| 22 - Montmélian | Orașe deservite: Montmélian. |                             |
| | Limitare la 130 km/h (sens Italia > Lyon). |                             |
| 23 - Saint-Pierre-d'Albigny | Orașe deservite: Saint-Pierre-d'Albigny, Masivul Bauges (nod rutier parțial).                                                                                             |                             |
| | Zone de servicii: Val-Gelon (sens Lyon-Italia); L'Arclusaz (sens Italia-Lyon).                                                                                            |                             |
| Intersecție | Nod rutier între A430 și A43: Valea Tarentaise, Valea Arly, regiunea naturală Beaufortain, Albertville.                                                                   | A430                        |
| 24 - Aiton | Orașe deservite: Aiguebelle, Saint-Pierre-d'Albigny, Chamoux-sur-Gelon, Masivul Hurtières, Pasul Grand Cucheron.                                                          |                             |
| De la ieșirea 24 până la ieșirea 29; secțiune cu taxă în sistem închis, concesionată către SFTRF.                                   | |                             |
| | Tunelul Aiguebelle. |                             |
| | Tunelul Hurtières. |                             |
| | Zonă de odihnă: Saint-Pierre-de-Belleville (sens Lyon-Italia). |                             |
| 25 - Saint-Pierre-de-Belleville | Orașe deservite: Épierre, Aiguebelle, Masivul Hurtières, Pasul Grand Cucheron.                                                                                            |                             |
| | Zonă de servicii: Saint-Léger (sens Italia-Lyon). |                             |
| | Tunelul Saint-Etienne-de-Cuines. |                             |
| 26 - La Chambre | Orașe deservite: La Chambre, Valea Villards, Pasul Madeleine, Pasul Glandon.                                                                                              | RD1006                      |
| | Zone de odihnă: Sainte-Marie-de-Cuisnes (sens Lyon-Italia); Saint-Avre (sens Italia-Lyon).                                                                                |                             |
| 27 - Hermillon | Orașe deservite: Saint-Jean-de-Maurienne, Hermillon, Valea Arvan, Pasul Croix de Fer (nod rutier parțial).                                                                | RD1006                      |
| 28 - Saint-Julien-Montdenis | Orașe deservite: Saint-Julien-Mont-Denis, Saint-Jean-de-Maurienne, Valea Arvan, Pasul Croix de Fer.                                                                       | RD1006                      |
| | Zonă de odihnă: Rieu-Sec (rezervată pentru vehicule grele, sens Lyon–Italia).                                                                                             |                             |
| | Zonă de servicii: Saint-Julien-Montdenis (sens Italia-Lyon). |                             |
| | Punctul de taxare Saint-Michel-de-Maurienne. |                             |
| De la ieșirea 29 până la Tunelul Frejus; secțiune cu taxă în sistem deschis, concesionată către SFTRF.                              | |                             |
| 29 - Saint-Michel-de-Maurienne | Orașe deservite: Saint-Michel-de-Maurienne, Valloire, Valmeinier, Pasul Galibier.                                                                                         |                             |
| | Zonă de servicii: Saint-Michel-de-Maurienne (sens Lyon-Italia). |                             |
| | Tunelul Orelle. |                             |
| 30 - Modane | Orașe deservite: Chambéry, Albertville, Saint-Jean-de-Maurienne, Modane, Haute Maurienne, parcul național Vanoise, Autoterminalul Modane, Pasul Mont-Cenis, Pasul Iseran. | RD1006                      |
| | Început de secțiune cu 2x1 benzi. |                             |
| | Limitare la 50 km/h (sens Lyon > Italia). |                             |
| 31 - Valfréjus | Orașe deservite: Modane, Stațiunea de sporturi de iarnă Valfréjus (nod rutier parțial).                                                                                   |                             |
| | Punctul de taxare a tunelului Frejus. |                             |
| A43 E70 | |                             |
| Traversarea Tunelului Frejus; secțiune cu taxă concesionată către SFTRF, clasificată ca drum național.                              | |                             |
| RN543 E70 | |                             |
| | Tunelul rutier Frejus. |                             |
| | Limitare la 70 km/h (în ambele sensuri). |                             |
| RN543 E70 | |                             |
| | Granița dintre Franța și Italia |                             |
| RN543 T4 E70 | |                             |

## Departamente traversate
Autostrada A43 traversează trei departamente și o metropolă cu statut de colectivitate teritorială, echivalentă cu un departament.
Lista orașelor deservite și a obiectivelor remarcabile aflate în apropierea autostrăzii:
Métropole de Lyon
- Lyon
- Aeroportul Lyon-Bron

Departamentul Rhône
- Aeroportul Lyon–Saint Exupéry (accesibil prin autostrada A432)

Departamentul Isère
- L'Isle-d'Abeau
- Bourgoin-Jallieu
- La Tour-du-Pin

Departamentul Savoie
- Lacul Aiguebelette
- Chambéry
- Saint-Jean-de-Maurienne
- Modane și tunelul rutier Frejus.